# 1005년

## 연호
- 북송(北宋) 경덕(景德) 2년
- 요(遼) 통화(統和) 23년
- 일본(日本) 간코(寛弘) 2년
- 전 레 왕조(前黎朝) 응티엔(應天) 12년

## 기년
- 북송(北宋) 진종(眞宗) 8년
- 요(遼) 성종(聖宗) 24년
- 고려(高麗) 목종(穆宗) 8년
- 전 레 왕조(前黎朝) 대행제(大行帝) 원년 / 중종(中宗) 원년 / 와조제(臥朝帝) 원년

## 사건
- 카잔 설립
- 동여진이 등주(登州)를 침략하자 장수를 보내어 이를 막았으며 이후 등주와 귀성(龜城), 용진진(龍津鎭)을 축성.